# Jamf
Jamf（ジャムフ）は、システム管理者がmacOS、iPadOS、iOS、tvOSデバイスのIT管理タスクを設定・自動化するために使用するアプリケーション「Jamf Pro（旧：The Casper Suite）」を開発しているソフトウェア会社。製品には、macOS、iPadOS、iOS、tvOS上で動作するサーバやクライアント（「エージェント」）ソフトウェアが含まれる 。
Jamfは、オンプレミスおよびクラウドベースのデバイス管理と、 macOSを管理するためのエージェントを提供する。Jamf Pro（ジャムフ プロ）は同社の主力製品であり、デバイス管理を一元化し、ポリシーの作成を可能にし、デバイスの機能を制限できる。このソフトウェアには、管理ツール、リモートセットアップ、リモートロックおよびリモート消去などの機能が備わっている。

## 略歴
ミネアポリスを拠点とするJamf Softwareは、ウィスコンシン州オークレアでZach Halmstad、Christopher Thon、Chip Pearsonによって2002年にThe Casper Suiteをリリースしてスタートした。 大規模な運用環境でのAppleの成長が続き、Jamfは企業環境でApple製デバイスを活かすためのツールを開発した。Jamfは2008年にSummit Partnersから3000万ドルの出資を受けた。
Dean Hagerは2015年にCEOとして、それまで職務を分担していたHalmstadとPearsonの後任として採用された。Casperの傘下で10年以上の成功を収めた後、The Casper Suiteは2017年にJamf Proとしてリブランドされた。これにより同社のポートフォリオに新製品を導入する余地が生まれた。Vista Equity Partnersは2017年12月にJamfの株式の過半数を取得した。Jamfは、2020年7月にナスダック株式市場でIPOに成功して4億6800万ドルを調達し、会社の評価額は約46億ドルとなった。

## IBMとのパートナーシップ
IBMは、2015年にMacを管理するためにJamf Proを選択した。 IBMの最高技術責任者であるFletcher Previnは、2017年に277,000台を超える世界最大規模でMacとiOSデバイスを運用していると発表した。 それ以来、IBMは、Macの方がWindowsよりも管理が安価であると主張している。 

## Jamfの主なソフトウェア製品
MDM =モバイルデバイス管理

### Jamf Pro（MDM）
フラッグシップ製品。 Mac、iPhone、iPad、Apple TVを管理する。 Jamfバイナリが含まれる。オンプレミスまたはJamfがホストするクラウドインフラストラクチャでホストできる。通常、50台を超えるデバイス管理の高度なニーズを持つ中規模から大規模の組織で利用されるが、25台からのより小規模な組織でも使用されている。1人のIT担当者で、これまでは不可能だった多くのデバイスを管理できる。組織の自動化とセキュリティを向上させることができる。

### Jamf Now（MDM）
デバイス管理のニーズがそれほど複雑でない中小企業に最適である。すべてのMacデバイスも管理できる（Jamf Proリストを参照）。これは、デバイス管理にIT担当専任者のいない組織向けに作成されている。Jamf Fundamentalsという管理できることがより多い、上位ソリューションが存在したが、Jamf Nowへ統合された。

### Jamf School（MDM）
旧ZuluDesk。学校向けに特別に作成され、ITチームのいない学校に最適化されている。合理化され、教育に使いやすいよう作られている。すべてのAppleデバイスを管理できるが、iOS管理に特化している。

### Jamf Connect（MDM製品ではない）
アカウントのプロビジョニング、ID管理、およびパスワードの同期を通じて、この製品は、パスワード関連のITチケットを削減しながら、ユーザと組織に追加のセキュリティを提供する。別途アイデンティティプロバイダ (IDP) が必要である。オープンソースバージョンについては、NoMADを参照。 2023年現在のMacのみが対象。

### Jamf Protect（MDM製品ではない）
これは高度なMacエンドポイント保護ソフトウェア。エンドポイントコンプライアンス、ウイルス対策、マルウェア保護を維持するために使用され、Mac固有の脅威の修正に重点を置いている。

### Jamf Threat Defense
機械学習ベースのエンドポイントセキュリティ。旧Wanderaサービス製品

### Jamf Private Access
ゼロトラストセキュリティモデル。旧Wanderaサービス製品

### Jamf Data Policy
インターネットコンテンツフィルタリングと帯域制限。旧Wanderaサービス製品
JamfはMicrosoftと提携しており、Jamf ProがIntuneと通信できるようにしている。このパートナーシップは、Microsoft Azure Active DirectoryおよびIntuneをmacOSに提供するよう拡大された。

## 一般的なIT関連製品
- 統合エンドポイント管理
- エンタープライズモビリティ管理
- モバイルデバイス管理
- 個人所有のデバイスを持参する
- モバイルアプリケーション管理
- モバイルセキュリティ管理
- モバイルデータ管理